# 中国认知科学学会
中国认知科学学会是中华人民共和国认知科学工作者组成的群众性学术团体，是中国科学技术协会主管的社会团体，2011年11月30日在北京市宣布成立，2013年1月18日正式登记。